# The Secret Life: Jeffrey Dahmer
The Secret Life: Jeffrey Dahmer (bra Dahmer - O Canibal de Milwaukee) é um filme de terror, produzido nos Estados Unidos em 1993, escrito por Carl Crew e dirigido por David R. Bowen.
A história real do assassino canibal e necrófilo Jeffrey Dahmer, um assassino em série americano que durante 14 anos aterrorizou a população de Milwaukee.

## Elenco
- Carl Crew ... Jeffrey Dahmer
- Cassidy Phillips ... Steven
- Donna Stewart Bowen ... mãe
- Jeanne Bascom ... avó
- G-Jo Reed ... Steve (como G. Joe Reed)
- David Angelis ... atendente no bar
- Rowdy Jackson ... Richard
- Andrew Christian English ... Anthony (como Andrew English)
- Alex Scott ... Ronald
- Laura Tesone ... mulher no carro
- Keith Gearhart ... James
- Christopher 'CJ' Smith ... Jeffrey Dahmer jovem
- Cornelius Williams ... Bobby
- Rhonno Ket ... Sounthome
- Todd Fournier ... policial